# 九四式山炮
九四式山炮為日本帝國陸軍於1930年代初期研製的一款山炮，用以取代四一式山炮。該炮設計便於操作、運輸，並具備與同級火炮相當的火力，廣泛應用於中國戰場，並服役至1950年代。

## 開發背景
四一式山炮服役時，第一次世界大戰已使各國野戰火力標準顯著提升。作為師級支援火炮的四一式山炮火力不及一般野戰炮，其設計源自20世紀初，難以在原基礎上有效改良。日本帝國陸軍於1920年代自法國引進火炮製造技術，並於1920年開始研討後繼型山炮，要求新炮在保持與四一式相當的可靠性的同時提升威力。
日軍在使用四一式山炮過程中，曾遇到大仰角射擊時炮架穩定性不足、影響射擊精度的情況。為改善此問題，大阪兵工廠綜合多國技術，包括自法國施耐德公司引進的液氣壓複合制退復進機及開腳式炮架、單層自緊製程炮管，以及德國克魯伯設計的水平滑塊式炮閂，並在炮架分解設計上加以改進。

## 設計特點
新型山炮重量與四一式山炮接近，可繼續使用原有6馬拖曳編制，射程達三八式野炮的8,000公尺標準。該炮可在3至5分鐘內分解為11個部件，其中最重的為搖架（97公斤）與炮管（94公斤），需以駝運，其餘部件可由人力搬運；重新組裝約需10分鐘。新型山炮可與既有75公厘野戰炮榴彈通用，不再使用四一式山炮的分離式裝藥設計，簡化後勤補給。

## 生產與服役
九四式山炮於1931年6月開始研製，1932年9月完成首門原型炮測試，1934年9月完成試製炮並命名為九四式山炮（依神武紀年）。1935年3月至4月在陸軍野戰砲兵學校完成測試，11月正式制式化量產，自同年底起配發至常備師團炮兵團與獨立山炮團。一般師團炮兵團配備約48門火炮，其中約24門為九四式山炮；以山地作戰為主的師團則可達36門，獨立山炮團則編制24門。
戰敗後，山西省閻錫山所屬西北實業公司西北機車廠於1947年2月在日本技術協助下仿製九四式山炮，命名為晉36年式75毫米山炮，至1948年共生產191門，材料由西北育才煉鋼機器廠與西北鑄造廠供應。

## 戰鬥運用
服役期間，雖然日本陸軍研製了口徑更大的九九式山炮，但九四式山炮在交通不便的華中、華南地區表現良好，加上日本擴軍壓力也無法有效終止75公厘口徑彈藥的轉換作業，因此九四式山炮就一路服役到日本投降之際仍持續生產，除了中國戰場外，盟軍在東印度群島和南太平洋戰場經常遭遇此型武器，美軍發給基層教範的介紹稱九四式山炮會是大兵們最常見的武器。
至1942年，日本陸軍裝備約600門該型火炮，至1945年戰敗時累計生產數量約1,500門。日軍為應對盟軍裝甲部隊，配備了二式破甲榴彈（タ彈），該型彈藥可在近距離貫穿75至100毫米均質裝甲，至戰敗時產量約44,000發。
九四式山炮的設計考慮到亞洲國家挽馬或馱馬體格較西方國家不足的劣勢，因此分解後的火炮總成不超過100公斤，便於長距離運輸。戰後，中華民國接收中國戰場上的239門九四式山炮，並裝備整編師炮兵營；中國人民解放軍亦在東北地區修復與拼裝日軍遺留火炮，同時在國共內戰中也大量繳獲本型武器，並配備到解放軍砲兵中，這批九四式並在中國人民志願軍參與韓戰之際做為主力武器使用。1950年代，由於長期高頻率使用導致制退復進機出現滲漏問題，該型火炮逐漸被蘇製火炮取代。

## 後續用途
九四式山炮後經解放軍改造，成為中華人民共和國第一代禮炮，使用至1980年代。改造版本在木輪外加橡膠包覆，並增加電擊發底火裝置。

## 運用彈種
| 可用彈藥   |                            |                         |                        |      |
| 類型       | 型號                       | 重量，公斤（彈體/彈頭） | 彈頭裝藥               | 備註 |
| 榴彈       | 榴彈甲                     | 6.47／0.635             | 苦味酸、2,4-二硝基甲苯 |      |
| 榴彈       | 榴彈乙                     | 6.61／0.625             | 苦味酸、2,4-二硝基甲苯 |      |
| 榴彈       | 九十式尖銳彈               | 6.18／0.42              | TNT                    |      |
| 榴彈       | 九四式榴彈                 | 6／0.81                 | TNT                    |      |
| 榴霰彈     | 九〇式榴霰彈               | 7                       | 250顆子彈藥            |      |
| 榴霰彈     | 九〇式鋼性榴霰彈           |                         |                        |      |
| 反戰車榴彈 | 九五式破甲榴彈             | 6.2／0.0045             | 苦味酸、2,4-二硝基甲苯 |      |
| 穿甲彈     | 一式穿甲彈                 | 6.575／0.378            |                        |      |
| 破甲榴彈   | 二式穿甲榴彈               | 5／3.95                 | TNT                    |      |
| 毒氣彈     | 九二式黃彈（きい弾）       | 5.59／0.82              | 芥子毒氣               |      |
| 毒氣彈     | 九二式紅彈（あか榴弾）     | 6.28／0.63              | 二苯氰胂               |      |
| 毒氣彈     | 九二式藍白彈（あおしろ弾） | 5.5／0.726              | 光氣、砷               |      |
| 煙幕彈     | 九〇式發煙彈               | 5.73                    |                        |      |
| 照明彈     | 九〇式照明彈               | 5.65                    |                        |      |

## 相關連結
- 四一式山炮